# Tenuipalpoides zizyphus
Tenuipalpoides zizyphus är en spindeldjursart som beskrevs av Reck och Bagdasarian 1948. Tenuipalpoides zizyphus ingår i släktet Tenuipalpoides och familjen Tetranychidae. Inga underarter finns listade i Catalogue of Life.